# Микра Санда
Микра Санда је насељено место у општини Бер у периферији Средишња Македонија, Грчка. Према попису из 2021. године било је 11 становника.
Према бугарском географу и историчару, Василу Канчову, у Микри Санди је 1900. године живело 300 Аромуна. Микра Санда је старо насеље које је уништено током Негушког устанка 1822. године. Касније су се овде населили Аромуни, да би током Балканских ратова насеље поново било напуштено. Обновљено је после 1923. године када је насељено 57 грчких избегличких породица из Турске, укупно 211 особа. Село се раније звало Црковјани.